# 눌차초등학교
눌차초등학교는 대한민국 부산광역시 강서구 가덕해안로2번가길 107 (눌차동)에 있었던 공립 초등학교이다.

## 학교 연혁
- 1958년 4월 9일 창원군 천가국민학교 눌차분교 개교
- 1960년 4월 1일 눌차국민학교로 승격
- 1986년 2월 19일 병설유치원 설립인가
- 1989년 1월 1일 부산직할시(강서구) 편입
- 1996년 3월 1일 눌차초등학교로 개칭
- 2011년 3월 1일 천가초등학교로 통폐합